# Ono Tōzaburō
Ono Tōzaburō (japanisch 小野 十三郎; geboren 27. Juli 1903 in Osaka; gestorben 8. Oktober 1996 daselbst) war ein japanischer Dichter.

## Leben und Wirken
Ono Tōzaburō begann ein Studium an der christlich geprägten Tōyō-Universität, das er jedoch abbrach. 1923 schrieb er für die Poesiezeitschrift „Rot und Schwarz“, die zur Basis anarchistischer Dichter wurde, und lernte Tsuboi Shigeji und Hagiwara Kyōjirō (1899–1938) kennen. Im Vorwort zu seinem Erstlingswerk, der Gedichtsammlung „Hambun aita mado“ (半分開いた窓) – „Das halbgeöffnete Fenster“ aus dem Jahr 1926 heißt es „Eine bewusste Abweisung des goldenen Mittelwegs der Menschen, des Glücks, und ein Kentern aller Bourgeoisie-geprägten Glückseligkeit“.
Nachdem Ono 1933 nach Osaka zurückgekehrt war, engagierte er sich mit viel Energie in der Poesiebewegung im Kansai und leitete viele aufstrebende Dichter an. Was die Probleme mit dem zunehmend durch Schwerindustrie geprägten Osaka bzw. ganz Japan anging, so zeigte er diese fortgesetzt in persönlich-realistischen Gedichten auf. Große Aufmerksamkeit erhielt seine Poesietheorie, die die hergebrachte Tanka-Lyrik ablehnte.
1954 wurde Ono Professor am „Tezukayama Gakuin Junior College“ (帝塚山学院短期大学). Im selben Jahr eröffnete er die Schule „Osaka Literature School“ (大阪文学学校) in der Stadt und amtierte als Direktor. Er war auch Vorsitzender der „Japan Contemporary Poet Association“ (日本現代詩人会, Nihon gendai shijin kai). Für sein Werk „Kyozetsu no ki“ (拒絶の木) – „Abweisender Baum“ erhielt er 1974 den Yomiuri-Literaturpreis.
Zu seinen Gedichtsammlungen gehören „Osaka“ (1939), „Fūkei shishō“ (風景詩抄) – „Poesie der Landschaft“ (1943), die Kritiken-Sammlung „Shiron“ (詩論) – „Abhandlungen zur Poetik“ (1947). Es gibt eine vollständige Sammlung seiner Gedichte „Teihon Ono Tōzaburō Zenshi-shū 1926–1974“ (定本小野十三郎全詩集 1926－1974).
Seit 1999 wird der Ono-Tōzaburō-Preis gemeinsam von der „Ōsaka Bungaku Kyōkai“  (大阪文学協会) und der Zeitung Asahi Shimbun verliehen.